# Riley A. Bender
Riley Alvin Bender var en amerikansk affärsman och politiker (republikan), född den 8 juli 1890, död den 6 mars 1973.
Bender är antagligen mest känd för att han försökte bli republikanernas presidentkandidat i presidentvalen år 1944, 1948 och 1952, men han misslyckades alla gångerna.